# 犹太-伊朗语言
犹太-伊朗语言也可被称为犹太-伊朗方言，是生活在曾经的阿契美尼德帝国疆域内的犹太人所使用的一系列伊朗语言的犹太变种。与相邻穆斯林族裔所使用的伊朗方言相比，犹太-伊朗方言在整体上更为传统。例如，法尔斯省的犹太-设拉子方言依旧与波斯抒情诗人哈菲兹所使用的语言较为接近。
与大多数犹太语言一样，所有犹太-伊朗语言都含有大量來自希伯来语的外来语，在书写方面，这些方言用到的也是各种希伯来字母。但总的来说，犹太-伊朗方言中的这种外来语的数量与其他犹太语言（如意第緒語、犹太西班牙语）相比还是比较少的。 